# Alejandro Marroquín
Alejandro Dagoberto Marroquín Zabaleta  (San Salvador, El Salvador, 24 de marzo de 1911-1977) fue un antropólogo salvadoreño conocido por sus obras sobre el indigenismo.

## Biografía

### Estudios
Se graduó como doctor en Jurisprudencia y Ciencias Sociales, en la Universidad El Salvador (UES) en 1939, donde en 1963 asumió como decano de la Facultad de Humanidades de esta.

## Obras
Su obra incluye Balance del indigenismo. Informe sobre la política indigenista en América, publicado en México en 1972 por el Instituto Indigenista Interamericano.